# Jamie Croft
Jamie Phillip Croft (Sídney, Nueva Gales del Sur; 4 de agosto de 1981) es un actor australiano, principalmente conocido por haber interpretado a Billy Moss en la serie A Country Practice.

## Biografía
Su hermana mayor es la actriz Rebecca Croft.
En febrero de 2008 se casó con la actriz Saskia Burmeister. La pareja comenzó a salir en 2003 después de conocerse durante la película The Pact. Saskia y Jamie tuvieron su primer hijo, Jackson Croft, en mayo de 2012. En junio de 2014 tuvieron su segundo hijo, Bodhi Croft.

## Carrera
En 1992 se unió al elenco de la serie A Country Practice donde interpretó a Billy Moss hasta 1993, Previamente en 1991 había aparecido por primera vez en la serie interpretando a Ashley Baker en dos episodios.
En 1995 prestó su voz para el personaje del perro labrador Napoleón en la película del mismo nombre Napoleón. Ese mismo año apareció en la película Power Rangers: la película donde interpretó a Fredd Kelman, un alumno del ranger blanco Tommy Oliver (Jason David Frank) y aliado de los Power Rangers.
En el 2001 interpretó a Rick Hawker en el episodio "Broken Englisg" de la serie Water Rats, anteriormente había interpretado a Danny Banks durante el episodio "Sympathy for the Devil" en 1998.
En el 2002 apareció en un episodio de la exitosa serie Farscape donde interpretó a John Crichton de adolescente, John de adulto fue interpretado por el actor Ben Browder.
En el 2003 Jamie fue el anfitrión del programa de niños Sarvo junto al actor Josh Quong Tart en Nickelodeon.

## Filmografía
- Series de Televisión.:

| Año         | Título             | Personaje             | Notas                             |
| ----------- | ------------------ | --------------------- | --------------------------------- |
| 2012        | Mr. Biggs          | Sam                   | 2 episodios                       |
| 2011        | The Davincibles    | Pablo                 | prestó su voz para el personaje   |
| 2010        | Legend of Enyo     | Enyo                  | 26 episodios                      |
| 2009        | Zigby              | Clem/Stink            | -                                 |
| 2002        | Farscape           | John Crichton (joven) | episodio "Kansas"                 |
| 2001        | Water Rats         | Rick Hawker           | episodio "Broken English"         |
| 2001        | The Farm           | Fred Cooper (joven)   | miniserie                         |
| 2000        | The Lost World     | Rob Dillon            | episodio "Tourist Season"         |
| 2000        | Above the Law      | Ryan Murcott          | 3 episodios                       |
| 1996        | Sun on the Stubble | Bruno Gunther         | episodio "Adventures in Paradise" |
| 1995        | Mission Top Secret | David Fowler          | 6 episodios                       |
| 1995        | Police Rescue      | Eddie                 | episodio "Guardian Angel"         |
| 1994        | G.P.               | Troy O'Gardy          | episodio "Footprints"             |
| 1992 - 1993 | A Country Practice | Billy Moss            | 111 episodios                     |

- Películas.:

| Año  | Título                       | Personaje              | Notas                                                                                            |
| ---- | ---------------------------- | ---------------------- | ------------------------------------------------------------------------------------------------ |
| 2012 | My Mind's Own Melody         | Estudiante de Medicina | corto - junto a Kate Beahan, Anita Hegh, David Lyons, Anthony Phelan, Max Cullen & Jerome Ehlers |
| 2010 | Rampage                      | -                      | junto a Christopher Showerman, Saskia Burmeister & Paul Cruz                                     |
| 2008 | Between the Sand and the Sky | -                      | junto a Dee Wallace, Muse Watson & Christopher Showerman                                         |
| 2007 | Gumnutz: A Juicy Tale        | Claude                 | prestó su voz para el personaje                                                                  |
| 2005 | Hercules                     | Joven Hercules         | junto a Paul Telfer, Leelee Sobieski & Timothy Dalton                                            |
| 2004 | The Lifting                  | -                      | corto - junto a Jeremy Lelliott & Sam Kuglen                                                     |
| 2003 | The Pact                     | Joven Wilga Roberts    | junto a Saskia Burmeister, Robert Mammone, Essie Davis, Peter O'Brien & Basia A'Hern             |
| 2002 | Blurred                      | Zack, el inocente      | junto a Matthew Newton, Craig Horner, Kristian Schmid & Damien Garvey                            |
| 2002 | Disapperarance               | Ethan                  | junto a Harry Hamlin, Susan Dey, Jeremy Lelliott & Basia A'Hern                                  |
| 1999 | Passion                      | Vendedor Ambulante     | junto a Richard Roxburgh, Barbara Hershey, Claudia Karvan & Roy Billing                          |
| 1998 | The Real Macaw               | Sam Girdis             | junto a Deborra-Lee Furness, John Waters & Robert Coleby                                         |
| 1998 | The Echo of Thunder          | Gowd Gadrey            | junto a Judy Davis, James Sheridan, Michael Caton & Emily Browning                               |
| 1997 | Joey                         | Billy McGregor         | junto a Alex McKenna & Rebecca Gibney                                                            |
| 1996 | The Territorians             | Josh McCabe            | junto a Peter Adams, Ullie Birve, Aaron Pedersen, Kristen Boys & Robert Mammone                  |
| 1995 | Power Rangers: la película   | Fred Kelman            | junto a Paul Schrier & Jason Narvy                                                               |
| 1995 | Napoleón                     | Napoleón               | prestó su voz para el personaje                                                                  |
| 1994 | That Eye, the Sky            | Morton "Ort" Flack     | junto a Mark Fairall, Peter Coyote & Jim Daly                                                    |

- Teatro.:[3]

| Año  | Obra              | Personaje | Director (a)    | Teatro              | Notas                                                                                      |
| ---- | ----------------- | --------- | --------------- | ------------------- | ------------------------------------------------------------------------------------------ |
| 2009 | Beyond the Neck   | Joven     | Iain Sinclair   | Belvoir St. Theatre | junto a Anita Hegh, Anna Houston & Lex Marinos                                             |
| 2006 | Lord of the Flies | -         | Iain Sinclair   | Stables Theatre     | junto a Paul Ashton, Travis Cotton, Henry Nixon, Sam North & Mark Priestley                |
| 2001 | Sniper            | -         | Malcolm Frawley | -                   | junto a Robert Carne, Jacqueline Delmege, Paige Rodgers, Magdalena Roze & Bernard Wheatley |

## Premios y nominaciones
| Año  | Categoría          | Premio              | Película          | Resultado |
| ---- | ------------------ | ------------------- | ----------------- | --------- |
| 1995 | Best Young Actor's | Young Actor's Award | That Eye, the Sky | Ganó      |